# Rondodasosa
Mattia Barbieri (Milán, Lombardía; 29 de abril de 2002), conocido artísticamente como Rondodasosa o como Rondo Da Sosa, es un rapero italiano.

## Primeros años
Mattia Barbieri nació el 29 de abril de 2002 en el barrio de San Siro de Milán, Italia. Como informó en una entrevista para GRM Daily. Para evitar ser condenado a prisión juvenil, conseguiría un trabajo en McDonalds en 2020, para luego trabajar como camarero en un restaurante por 600 euros al mes.

## Carrera musical

### 2002-2020: primeros años e inicios musicales
Nació en el barrio de San Siro de Milán en 2002. Al crecer sin una figura paterna, siempre tuvo pasión por el hip hop y comenzó a lanzar música en enero de 2020 con el primer sencillo Free Samy, que compuso en poco tiempo llegó a medio millón de visitas en Youtube. Comenzó a ganar notoriedad, en mayo del mismo año, con el remix de Exposing Me, tema de raperos estadounidenses King Von e Memo600. Pero su fama quedó consagrada por su aparición en la canción de su amigo Vale Pain, Loubutin, en agosto. El 19 de octubre de 2020 publica Slatt en colaboración con Capo Plaza, que logró un excelente éxito, finalizando en décimo lugar en el ranking italiano, y anticipó el lanzamiento del EP, Giovane Rondo.

### 2021-presente: «Body» yGiovane Rondo
El 26 de febrero de 2021, el EP debut Giovane Rondo, junto con el sencillo Movie, que cuenta con la participación del rapero británico Central Cee. El 14 de junio del mismo año, Giovane Rondo fue certificado oro, convirtiéndolo en el primer EP exclusivamente digital en ser certificado. En mayo de 2021, los raperos británicos Russ Millions y Tion Wayne lanzaron un remix italiano de su éxito internacional Body, en colaboración con Capo Plaza. El remix ha logrado un gran éxito en Italia especialmente gracias a la plataforma digital TikTok. 
El 25 de junio de 2021, lanzó el sencillo Solo/Alone, producido por Nko, así como Shawty, en colaboración con Sacky, que se volvió viral en TikTok.  Después de colaborar con el productor musical británico Fumez the Engineer para el sencillo Plugged In y Simba la Rue per Chinga, Rondodasosa apareció en el mixtape, de Central Cee, 23, en el sencillo Eurovisión, que también incluye al rapero italiano. Baby Gang, el rapero británico A2Anti, los raperos españoles Morad y Beny Jr y los raperos franceses Ashe 22 y Freeze Corleone.
El 29 de abril de 2022, el día de su vigésimo cumpleaños, lanzó el sencillo Sturdy, inspirado en el baile homónimo originario de los Estados Unidos generalizado en el entorno de la música drill. También en 2022, Rondodasosa lanzó su primer álbum titulado Trenches Baby. El álbum alcanzó el número 1 en Italia.

## Asuntos legales
En 2020, Mattia fue denunciado a la policía por saltar sobre el capó de un patrullero de la policía en San Siro.
En enero de 2021, su cuenta de Instagram fue desactivada por criticar al gobierno italiano por su gestión de la pandemia de COVID-19.
El 20 de agosto de 2021, recibió un DASPO de la policía milanesa durante 2 años después de disturbios en una discoteca; La orden le impedía entrar en bares, discotecas y lugares públicos de la ciudad.
El 29 de diciembre de 2022, Barbieri fue detenido conduciendo un Mercedes cerca de Piazzale Lotto en Milán. Al encontrarse sin licencia (nunca obtenida) y sin documentos, fue llevado a la comisaría, sancionado y denunciado por resistencia a un funcionario público.
El 4 de febrero de 2024, Barbieri fue detenido en Milán conduciendo un Dodge negro, sin placa delantera y con una placa trasera que no coincidía con el chasis del automóvil. Sobre él, una pistola matamosperros, una reproducción de una Glock 17 sin tapa roja, cuatro balas de fogueo y 6 gramos de marihuana. Luego fue acusado de portación ilegal de armas y uso de una escritura falsa, así como de consumo de drogas.

## Discografía

### EP
- 2021 – Giovane Rondo

títulos
1-Giovane Rondo
2-Youngshit (ft. shiva)
3-TRAP
4-Slatt (ft. capo plaza)
5-Baby
6-Southside (ft.vale pain & Abby 6ix)
7- Dolore

### ALBUM
- 2022 - Trenches Baby